# Chrysocyma
Chrysocyma é um gênero de traça pertencente à família Arctiidae.